# (4182) Mount Locke
(4182) Mount Locke (1951 JQ) – planetoida z pasa głównego asteroid okrążająca Słońce w ciągu 4,68 lat w średniej odległości 2,8 j.a. Odkryta 2 maja 1951 roku.